# Krzykosy (powiat średzki)
Krzykosy – wieś w Polsce, położona w województwie wielkopolskim, w powiecie średzkim, w gminie Krzykosy.
Jest siedzibą gminy Krzykosy. W latach 1954–1972 wieś należała i była siedzibą władz gromady Krzykosy. 
W latach 1975−1998 wieś należała administracyjnie do województwa poznańskiego.

## Integralne części wsi
| SIMC    | Nazwa | Rodzaj    |
| ------- | ----- | --------- |
| 0586840 | Baba  | część wsi |

## Historia
Pierwsza wzmianka o wsi pochodzi z 1357. Miejscowość wchodziła w skład dóbr biskupów z Poznania. W 1973 odsłonięto na budynku szkoły tablicę ku czci Marii Konopnickiej. 
Wieś duchowna, własność biskupstwa poznańskiego, pod koniec XVI wieku leżała w powiecie pyzdrskim województwa kaliskiego. 

## Zabytki
Wieś jest przykładem wielodrożnicy o chaotycznym układzie zabudowy (położona przy lokalnych trasach do Murzynowa Leśnego oraz Solca Wielkopolskiego). Gospodarstwa mają zwarty układ wokół podwórzy. Do zabytków należą: kapliczka przydrożna z baniastym hełmem i rzeźbą Chrystusa Frasobliwego (1813), budynek Urzędu Gminy (lata 20. XX wieku), komisariat policji (pierwsza ćwierć XX wieku), a także liczne budynki mieszkalne i inwentarskie (prawie trzydzieści).

## Przyroda
Przy ośrodku zdrowia rośnie siedem starych sosen o obwodzie do 230 cm. Przy wschodnim skraju wsi (w lesie) dąb o obwodzie 400 cm.

## Galeria

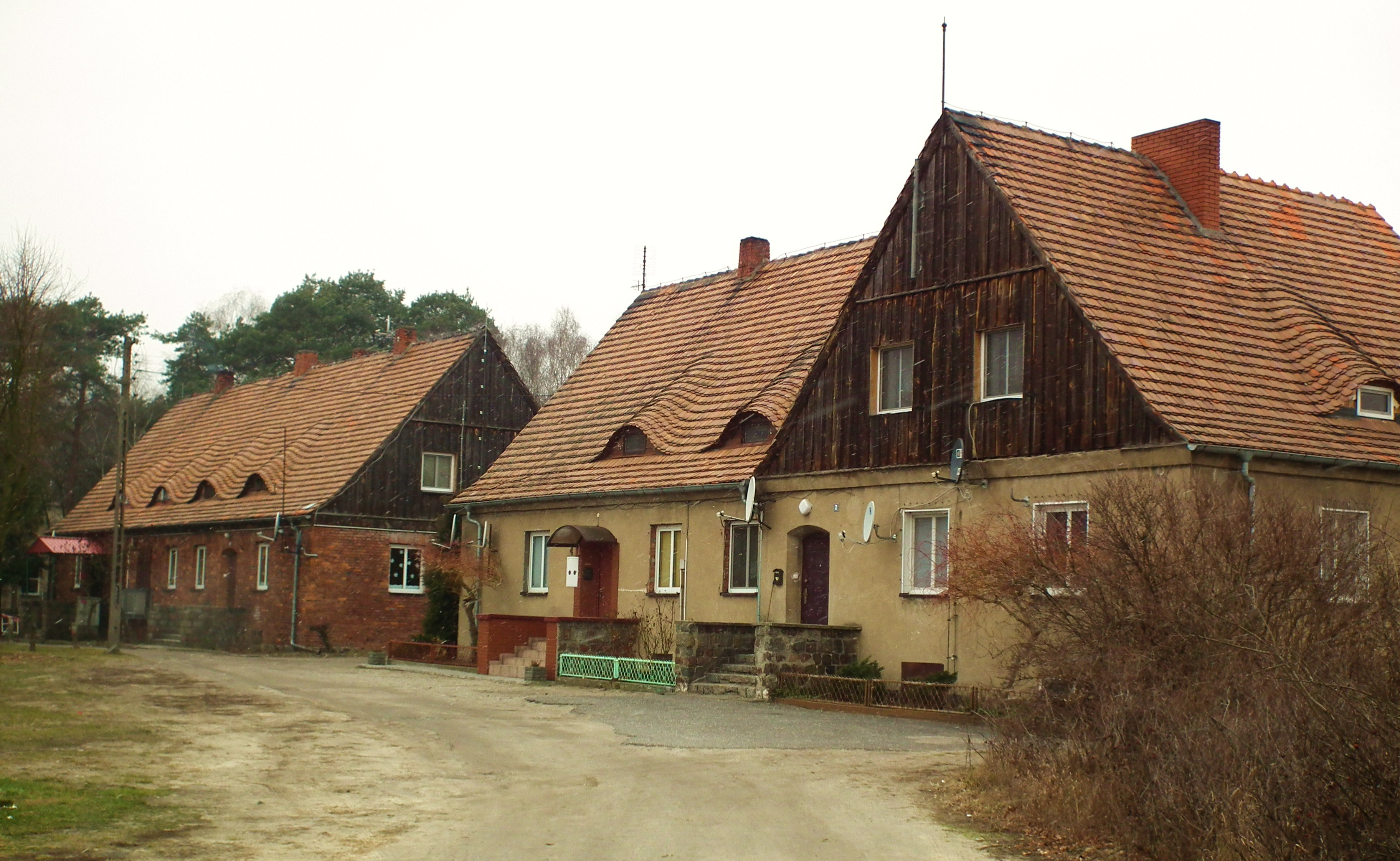
Przedszkole
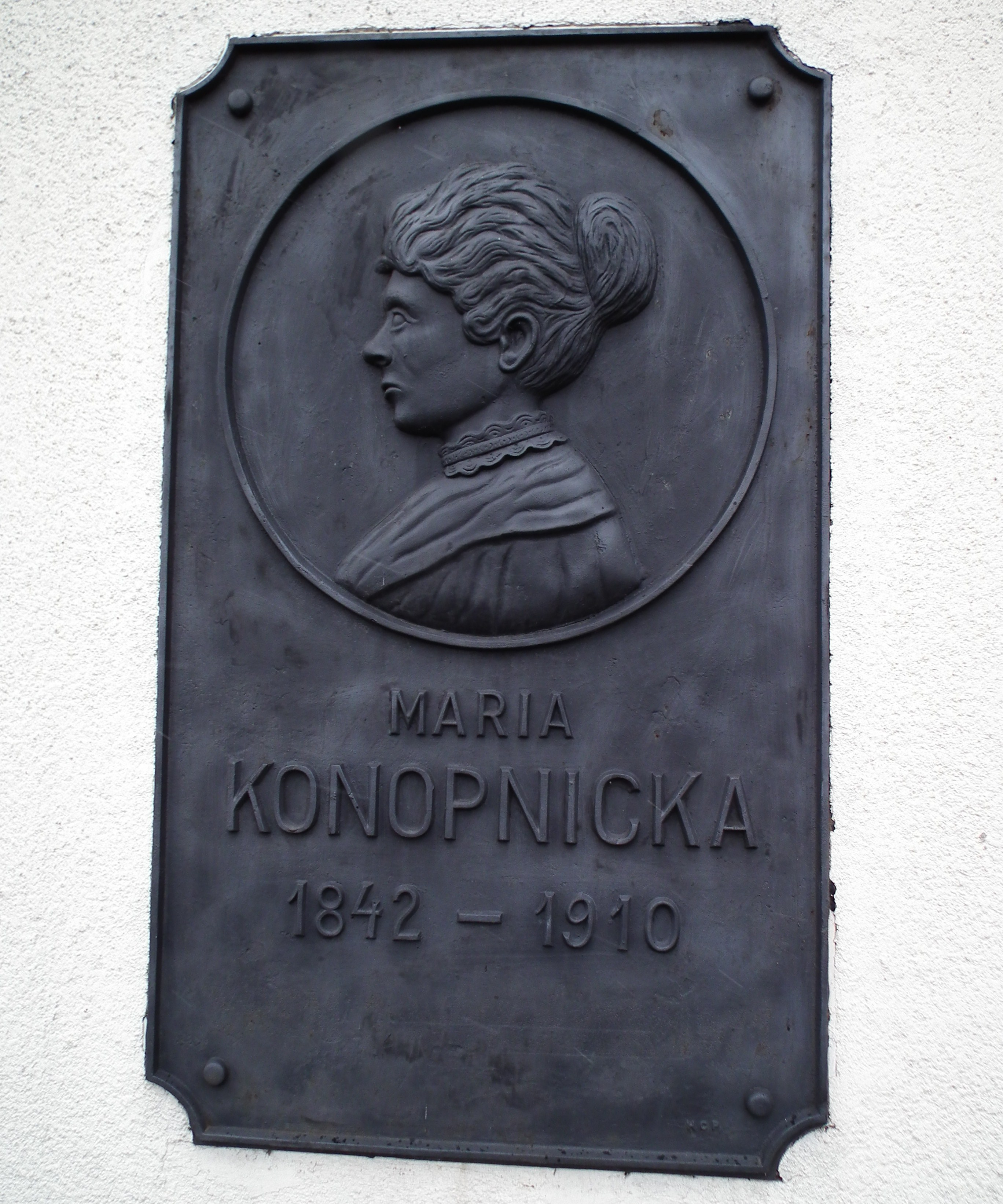
Tablica M.Konopnickiej
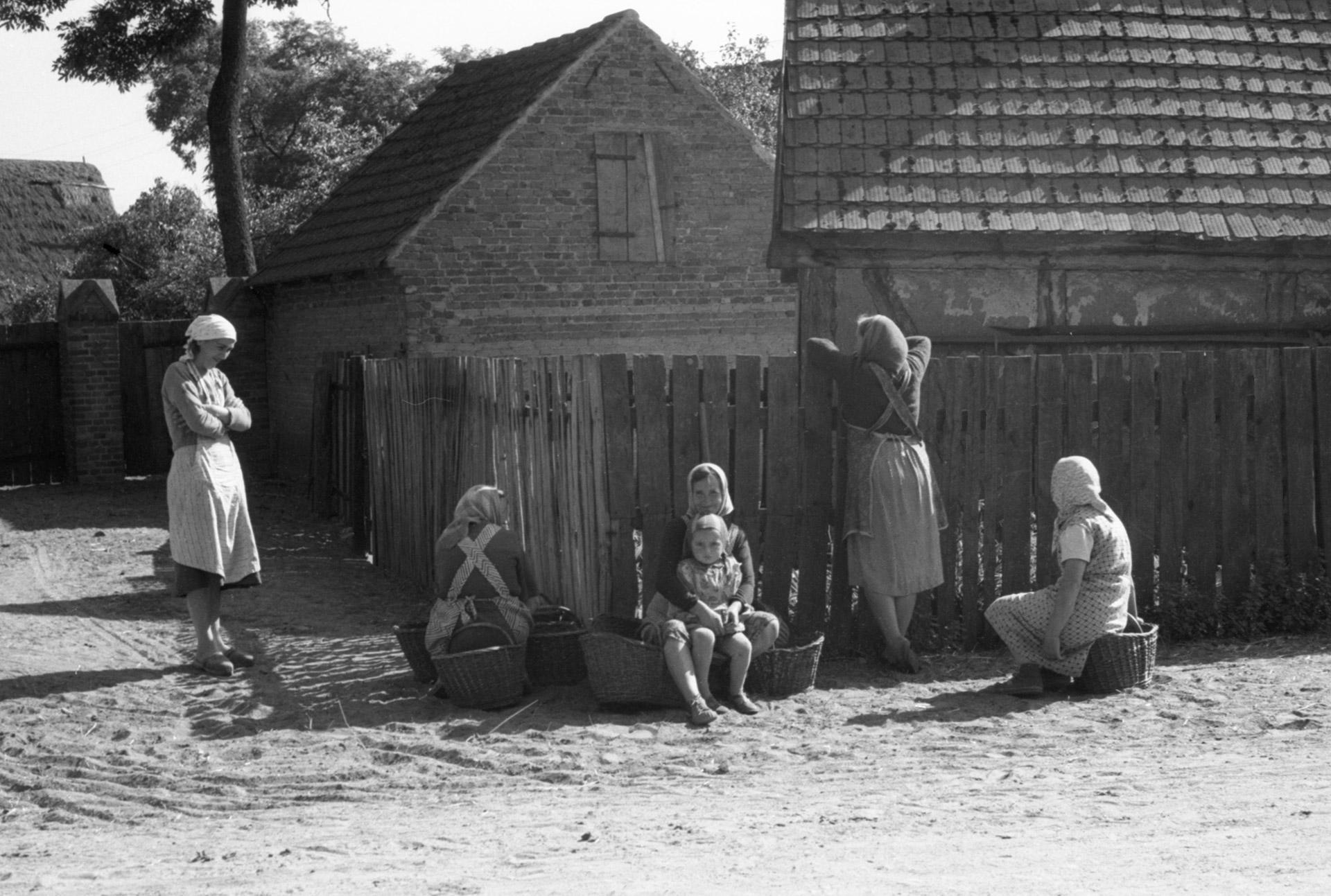
Wieś w 1960
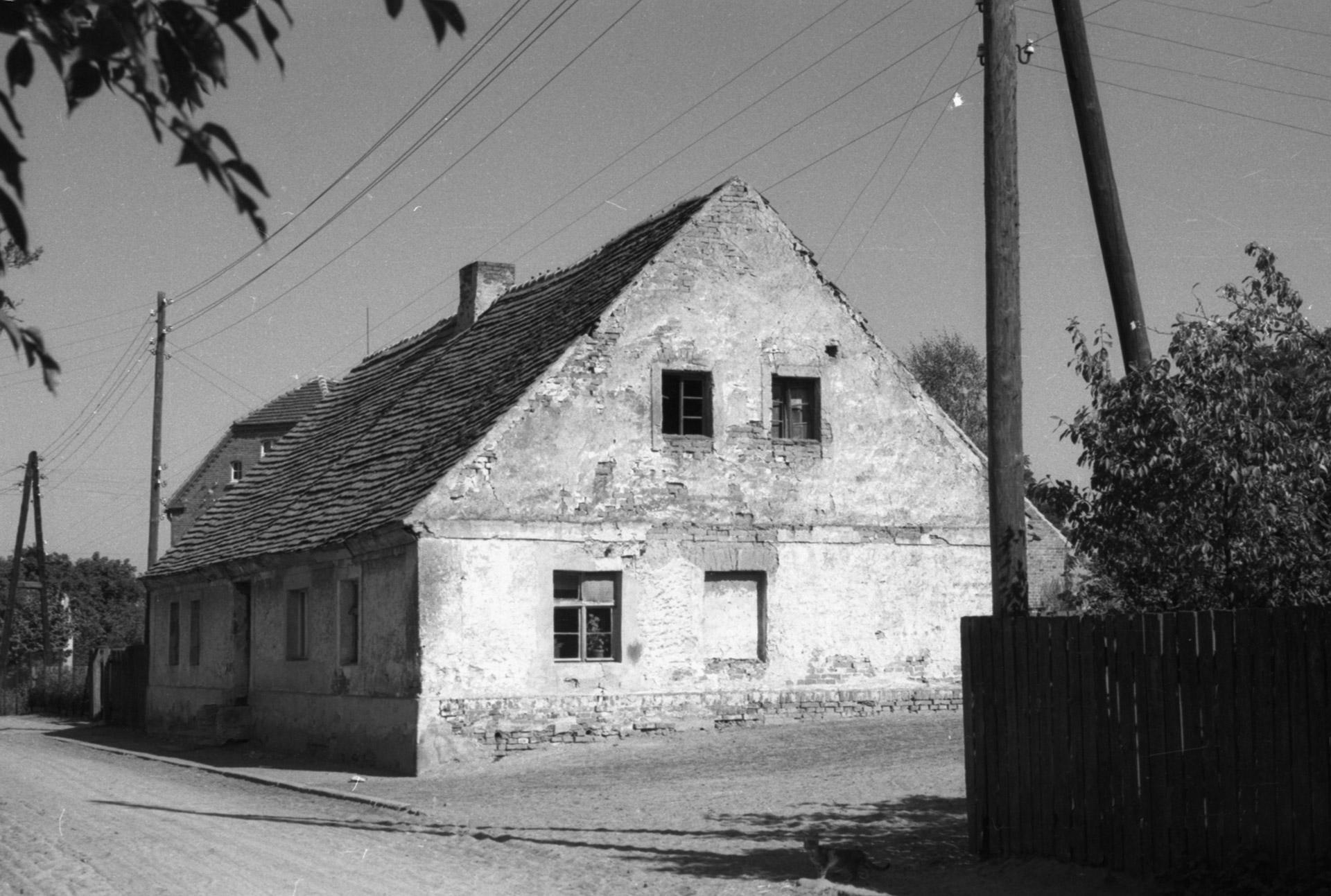
Dawna szkoła podstawowa